# Roberto Pérez Segovia
Roberto Pérez Segovia (Madrid, 5 de junio de 1987), también conocido como Robert, es un exfutbolista español. Ocupaba la posición de delantero. Formado en la cantera del Real Madrid, ha desarrollado la mayor parte de su carrera en equipos madrileños como el Rayo Vallecano "B", Getafe C.F. y C. D. Leganés.

## Biografía
Robert comenzó su carrera deportiva como delantero en las categorías inferiores del Real Madrid, con cesiones en el Unión Adarve y el Rayo Vallecano "B". En su etapa juvenil destacaría por el acierto goleador, que le llevaría a ser convocado por la selección de la Comunidad de Madrid en la Copa de las Regiones de la UEFA 2007.
Ya desvinculado del club merengue, en la temporada 2007/08 regresaría al Unión Adarve en Tercera División. Sus buenas actuaciones, con 12 goles en la primera vuelta, le llevaron a firmar con el C.D. Toledo en invierno. En 2008 recalaría en el Getafe B, en el que permanecería dos temporadas, y en 2010 se marcharía al Rayo Majadahonda, del que llegaría a ser máximo goleador del grupo madrileño con 19 tantos.
En la temporada 2012/13 fue contratado por el Club Deportivo Leganés de Segunda División B. Si bien no fue el primer delantero del equipo blanquiazul, sí era utilizado por el técnico Pablo Alfaro como jugador de rotación, llegando a disputar 25 partidos (11 como titular) y marcar cinco goles. Al concluir el curso, rescindió contrato y terminó su carrera en tres clubes de Tercera: el Atlético Sanluqueño, el San Sebastián de los Reyes y el Trival Valderas. Terminaría retirándose del fútbol profesional a los 29 años.
En 2016 emigró a Brisbane, Australia, donde ha montado junto al médico Pablo Corbella la academia de fútbol «Soccer Fusion».

## Clubes
| Club                       | País   | Año         |
| -------------------------- | ------ | ----------- |
| Real Madrid Juvenil        | España | 2005 - 2007 |
| Rayo Vallecano B           | España | 2006 - 2007 |
| Unión Adarve               | España | 2007        |
| Club Deportivo Toledo      | España | 2008        |
| Getafe B                   | España | 2008 - 2010 |
| Rayo Majadahonda           | España | 2010 - 2012 |
| Club Deportivo Leganés     | España | 2012 - 2013 |
| Atlético Sanluqueño        | España | 2013 - 2014 |
| San Sebastián de los Reyes | España | 2014 - 2015 |
| Trival Valderas            | España | 2015 - 2016 |